# Lista siturilor arheologice din județul Vaslui - M
Lista siturilor arheologice din județul Vaslui - M conține toate siturile arheologice din județul Vaslui înscrise în Repertoriul Arheologic Național (RAN) și aflate în localități al căror nume începe cu litera M. RAN este administrat de Ministerul Culturii și Patrimoniului Național și cuprinde date științifice, cartografice, topografice, imagini și planuri, precum și orice alte informații privitoare la zonele cu potențial arheologic, studiate sau nu, încă existente sau dispărute.
Puteți căuta un sit din localitățile care încep cu litera M folosind formularul de mai jos sau puteți naviga prin toate siturile din județ la Lista siturilor arheologice din județul Vaslui.
| Cod RAN                                   | Denumire                                                                                                   | Localitate                      | Adresă     | Datare            | Descoperit | Coordonate                                 | Imagine           | Erori            |
| ----------------------------------------- | --- | ------------------------------- | ---------- | ----------------- | ---------- | ------------------------------------------ | ----------------- | ---------------- |
| 164990.02.01                              | Situl arheologic de la Murgeni - Iancobescu / ansamblu anonim (Categorie: locuire) (Tip: așezare)          | oraș Murgeni                    | Iancobescu | sec. IV           |            | 46°12′47″N 28°01′12″E / 46.21305°N 28.02°E | Încărcați imagine | Raportați eroare |
| 164990.02.02                              | Situl arheologic de la Murgeni - Iancobescu / ansamblu anonim (Categorie: locuire) (Tip: așezare)          | oraș Murgeni                    | Iancobescu | sec. V-VII        |            | 46°12′47″N 28°01′12″E / 46.21305°N 28.02°E | Încărcați imagine | Raportați eroare |
| 164990.02.03                              | Situl arheologic de la Murgeni - Iancobescu / ansamblu anonim (Categorie: locuire) (Tip: așezare)          | oraș Murgeni                    | Iancobescu | sec. XVII-XVIII   |            | 46°12′47″N 28°01′12″E / 46.21305°N 28.02°E | Încărcați imagine | Raportați eroare |
| 164838.01.01 (Cod LMI: VS-I-m-B-06680.01) | Situl arheologic de la Mălușteni - "Cetățuia" / ansamblu anonim (Categorie: locuire civilă) (Tip: Așezare) | sat Mălușteni, comuna Mălușteni | Cetățuia   | geto-dacică       |            |                                            | Încărcați imagine | Raportați eroare |
| 164838.01.02 (Cod LMI: VS-I-m-B-06680.02) | Situl arheologic de la Mălușteni - "Cetățuia" / ansamblu anonim (Categorie: locuire civilă) (Tip: Așezare) | sat Mălușteni, comuna Mălușteni | Cetățuia   |                   |            |                                            | Încărcați imagine | Raportați eroare |
| 164838.02.01 (Cod LMI: VS-I-m-B-06681.09) | Situl arheologic de la Mălușteni - "Leaua" / ansamblu anonim (Categorie: locuire) (Tip: Așezare)           | sat Mălușteni, comuna Mălușteni | Leaua      |                   |            |                                            | Încărcați imagine | Raportați eroare |
| 164838.02.02 (Cod LMI: VS-I-m-B-06681.08) | Situl arheologic de la Mălușteni - "Leaua" / ansamblu anonim (Categorie: locuire) (Tip: Așezare)           | sat Mălușteni, comuna Mălușteni | Leaua      | Starčevo - Criș   |            |                                            | Încărcați imagine | Raportați eroare |
| 164838.02.03 (Cod LMI: VS-I-m-B-06681.06) | Situl arheologic de la Mălușteni - "Leaua" / ansamblu anonim (Categorie: locuire) (Tip: Așezare)           | sat Mălușteni, comuna Mălușteni | Leaua      |                   |            |                                            | Încărcați imagine | Raportați eroare |
| 164838.02.04 (Cod LMI: VS-I-m-B-06681.05) | Situl arheologic de la Mălușteni - "Leaua" / ansamblu anonim (Categorie: locuire) (Tip: Așezare)           | sat Mălușteni, comuna Mălușteni | Leaua      |                   |            |                                            | Încărcați imagine | Raportați eroare |
| 164838.02.05 (Cod LMI: VS-I-m-B-06681.04) | Situl arheologic de la Mălușteni - "Leaua" / ansamblu anonim (Categorie: locuire) (Tip: Așezare)           | sat Mălușteni, comuna Mălușteni | Leaua      | geto-dacică       |            |                                            | Încărcați imagine | Raportați eroare |
| 164838.02.06 (Cod LMI: VS-I-m-B-06681.03) | Situl arheologic de la Mălușteni - "Leaua" / ansamblu anonim (Categorie: locuire) (Tip: Așezare)           | sat Mălușteni, comuna Mălușteni | Leaua      | sec. IV           |            |                                            | Încărcați imagine | Raportați eroare |
| 164838.02.07 (Cod LMI: VS-I-m-B-06681.02) | Situl arheologic de la Mălușteni - "Leaua" / ansamblu anonim (Categorie: locuire) (Tip: Așezare)           | sat Mălușteni, comuna Mălușteni | Leaua      | sec. V - VI       |            |                                            | Încărcați imagine | Raportați eroare |
| 164838.02.08 (Cod LMI: VS-I-m-B-06681.01) | Situl arheologic de la Mălușteni - "Leaua" / ansamblu anonim (Categorie: locuire) (Tip: Așezare)           | sat Mălușteni, comuna Mălușteni | Leaua      | sec. XI - XII     |            |                                            | Încărcați imagine | Raportați eroare |
| 164838.02.09 (Cod LMI: VS-I-m-B-06681.07) | Situl arheologic de la Mălușteni - "Leaua" / ansamblu anonim (Categorie: locuire) (Tip: Așezare)           | sat Mălușteni, comuna Mălușteni | Leaua      | Cucuteni          |            |                                            | Încărcați imagine | Raportați eroare |
| 164990.01.01 (Cod LMI: VS-I-m-B-06682.09) | Situl arheologic de la Murgeni / ansamblu anonim (Categorie: locuire civilă) (Tip: Așezare)                | oraș Murgeni                    |            |                   |            |                                            | Încărcați imagine | Raportați eroare |
| 164990.01.02 (Cod LMI: VS-I-m-B-06682.08) | Situl arheologic de la Murgeni / ansamblu anonim (Categorie: locuire civilă) (Tip: Așezare)                | oraș Murgeni                    |            | geto-dacică       |            |                                            | Încărcați imagine | Raportați eroare |
| 164990.01.03 (Cod LMI: VS-I-m-B-06682.07) | Situl arheologic de la Murgeni / ansamblu anonim (Categorie: locuire civilă) (Tip: Așezare)                | oraș Murgeni                    |            | sec. II - III     |            |                                            | Încărcați imagine | Raportați eroare |
| 164990.01.04 (Cod LMI: VS-I-m-B-06682.06) | Situl arheologic de la Murgeni / ansamblu anonim (Categorie: locuire civilă) (Tip: Așezare)                | oraș Murgeni                    |            | sec. V - VII      |            |                                            | Încărcați imagine | Raportați eroare |
| 164990.01.05 (Cod LMI: VS-I-m-B-06682.05) | Situl arheologic de la Murgeni / ansamblu anonim (Categorie: locuire civilă) (Tip: Așezare)                | oraș Murgeni                    |            | sec. VIII - IX    |            |                                            | Încărcați imagine | Raportați eroare |
| 164990.01.06 (Cod LMI: VS-I-m-B-06682.04) | Situl arheologic de la Murgeni / ansamblu anonim (Categorie: locuire civilă) (Tip: Așezare)                | oraș Murgeni                    |            | sec. X - XI       |            |                                            | Încărcați imagine | Raportați eroare |
| 164990.01.07 (Cod LMI: VS-I-m-B-06682.03) | Situl arheologic de la Murgeni / ansamblu anonim (Categorie: locuire civilă) (Tip: Așezare)                | oraș Murgeni                    |            | sec. XII - XIV    |            |                                            | Încărcați imagine | Raportați eroare |
| 164990.01.08 (Cod LMI: VS-I-m-B-06682.02) | Situl arheologic de la Murgeni / ansamblu anonim (Categorie: locuire civilă) (Tip: Așezare)                | oraș Murgeni                    |            | sec. XV - XVI     |            |                                            | Încărcați imagine | Raportați eroare |
| 164990.01.09 (Cod LMI: VS-I-m-B-06682.01) | Situl arheologic de la Murgeni / ansamblu anonim (Categorie: locuire civilă) (Tip: Așezare)                | oraș Murgeni                    |            | sec. XVII - XVIII |            |                                            | Încărcați imagine | Raportați eroare |